# Цизаприд
Цизапри́д — гастропрокинетический агент, препарат, повышающий моторику в верхних отделах желудочно-кишечного тракта. Он действует непосредственно, как агонист рецептора 5-HT4 серотонина, и косвенно, как парасимпатомиметик. Стимуляция рецепторов серотонина увеличивает выброс ацетилхолина в энтеральной нервной системе.
Препарат продавался под торговыми марками Prepulsid (Janssen-Ortho) и Propulsid (в США). Он был открыт фармацевтической компанией Janssen Pharmaceutica в 1980 году. Во многих странах он был либо снят с рынка, либо его показания были ограничены из-за случаев серьезных сердечных побочных эффектов: цизаприд вызывает смертельно опасную сердечную аритмию.
Коммерческие препараты этого агента представляют собой рацемическую смесь обоих энантиомеров соединения. Сам (+) энантиомер обладает основными фармакологическими эффектами и не вызывает многих вредных побочных эффектов смеси.

## Медицинское использование
Цизаприд использовался для лечения гастроэзофагеальной рефлюксной болезни (ГЭРБ). Отсутствуют данные об эффективности применения препарата у детей. При применении цизаприда отмечается также увеличение опорожнения желудка у людей с диабетическим гастропарезом. Данные касательно его использования при запоре неясны.
Во многих странах цизаприд был либо отменён, либо его применение было ограничено из-за сообщений о побочном эффекте в виде удлинения интервала QT в течение нескольких часов после приёма препарата.
Ещё до изъятия цизаприда с рынка США Управление по санитарному надзору за качеством пищевых продуктов и медикаментов (FDA) в 1998 году предупредило о противопоказаниях к применению цизаприда, дополнив маркировку на его упаковке чёрным квадратом; тогда же практикующим врачам, производителями были разосланы письма с предупреждениями об опасности препарата. Однако все эти предупреждения в действительности не возымели никакого эффекта. Компания Johnson & Johnson ежегодно зарабатывала благодаря продажам цизаприда более миллиарда долларов, но в 2000 году, когда FDA призвало к общественным слушаниям, представитель компании признал, что эффективность препарата даже не доказана.
В январе 2000 года FDA направило врачам письмо с предупреждением, и 14 июля 2000 года цизаприд был добровольно удалён с рынка США. Его использование в Европе также было ограничено. В 2011 году он был запрещён в Индии и на Филиппинах.

## Использование в ветеринарии
Цизаприд по-прежнему доступен в США и Канаде для использования у животных и обычно назначается ветеринарами для лечения мегаколона у кошек.
Цизаприд также обычно используется для лечения застоя желудочно-кишечного тракта у кроликов, иногда в сочетании с метоклопрамидом (Реглан).

## Фармакокинетика
Биодоступность цизаприда при приёме внутрь составляет примерно 33 %. Он инактивируется главным образом печёночным метаболизмом CYP3A4 с периодом полувыведения 10 часов. Дозу препарата следует уменьшить при заболеваниях печени.

## Фармакология и механизм действия
Цизаприд — прокинетический агент, увеличивающий перистальтику желудочно-кишечного тракта, действует как селективный агонист серотонина в подтипе рецептора 5-HT4. Цизаприд также облегчает симптомы запора, косвенно стимулируя высвобождение ацетилхолина, воздействующего на мускариновые рецепторы.